# Erynephala
Erynephala is een geslacht van kevers uit de familie bladkevers (Chrysomelidae).
De wetenschappelijke naam van het geslacht werd in 1936 gepubliceerd door Blake.

## Soorten
- Erynephala maritima (LeConte, 1865)
- Erynephala morosa (LeConte, 1857)
- Erynephala puncticollis (Say, 1824)
- Erynephala subvittata (Demay, 1838)